# Partito dei Lavoratori (Irlanda)
Il Partito dei Lavoratori (in inglese Workers' Party, in irlandese Páirtí na nOibrithe) è un partito politico di orientamento marxista-leninista fondato nella Repubblica d'Irlanda nel 1970 e che opera anche in Irlanda del Nord.

## Storia
Il partito nacque a seguito della scissione della fazione maggioritaria dello Sinn Féin, utilizzando la denominazione Official Sinn Féin fino al 1977.
Nel 1992 molti esponenti abbandonarono il partito per fondare Sinistra Democratica, che nel 1999 confluì nel Partito Laburista. Da quel momento, il Partito dei Lavoratori ha una visibilità piuttosto ridotta nel quadro politico.